# 黑腳毛猿金花蟲
黑腳毛猿金花蟲（学名：Aoria nigripes）为金花蟲科毛猿金花蟲屬下的一个种。其种加词“nigripes”意为“黑足的”。